# Крузбергс, Робертс
Робертс Крузбергс (латыш. Roberts Krūzbergs; род. 18 апреля 2001 года, в г.Вентспилс, Латвия) — латышский спортсмен в шорт-треке. Участник зимних Олимпийских игр 2022 года.

## Спортивная карьера
Крузбергс впервые появился на международной арене на чемпионате мира среди юниоров 2016 года в Софии, где занял 12-е место в эстафете и 87-е место в многоборье.
На Кубке мира дебютировал в феврале 2017 года в Дрездене, где занял 32-е и 28-е места на дистанции 1500 м. На чемпионате мира среди юниоров 2017 года в Инсбруке занял 42-е место в многоборье, а на чемпионате мира среди юниоров 2018 года в Томашув-Мазовецки — 19-е место в многоборье.
В сезоне 2018/19 годов Крузбергс финишировал 30-м на чемпионате Европы 2019 года в Дордрехте. На чемпионате мира этого же года в Софии занял седьмое место в эстафете и 27-е место в многоборье. В следующем году был 12-м в многоборье на чемпионате Европы в Дебрецене.
В сезоне 2020/21 годов стал 24-м в многоборье на чемпионате Европы в Гданьске, а также 34-м в многоборье на чемпионате мира в Роттердаме.
В феврале 2022 года принял участие в зимних Олимпийских играх в Пекине. На дистанции 1500 метров занял 26-е место, на 1000 м был 20-м и на 500 м стал девятым. На последующем чемпионате мира в Монреале он финишировал седьмым в многоборье. По итогам сезона 2022/2023 годов в общем зачёте Кубка мира на дистанции 1000 метров стал третьим.
Его брат Карлис Крузбергс также активно занимается шорт-трекингом.